# Wilhelmine Karoline von Wobeser
Wilhelmine Karoline von Wobeser (geb. Wilhelmine Karoline von Rebeur; * 19. Februar 1769 in Berlin; † 1807 auf Gut Wirschen bei Stolp in Pommern) war eine deutsche Schriftstellerin.

## Leben
Wilhelmine Karoline von Wobeser entstammte der briefadeligen Familie von Rebeur, die in Preußen nobilitiert wurde und 1840 genealogisch ausstarb. Sie wurde 1769 als älteste Tochter des königlich-preußischen Kammer-Präsidenten und Buchautoren Christian Ludwig von Rebeur (* 3. Juni 1755; † 11. Januar 1809) in Berlin geboren. Durch ihren Vater erhielt sie eine gute Bildung, die neben der Lektüre deutscher Schriften auch französische Literatur umfasste. Im Jahr 1797 heiratete sie den königlich-preußischen Hauptmann Friedrich von Wobeser, der aus einem alten pommerschen Adelsgeschlecht stammte. In seinem Besitz befand sich das Gut Wirschen bei Stolp in Pommern, wo Wilhelmine Karoline von Wobeser 1807 verstarb.

## Familie
Karoline von Wobeser heiratete am 13. Januar 1797 den Hauptmann Friedrich von Wobeser (* 17. August 1762; † 6. März 1832). Dieser nahm 1800 seinen Abschied und zog sich auf sein neuerworbenes Gut Reichenbach zurück. Das Paar hatte mehrere Kinder:
- Sophie Maria Magdalene (* 7. November 1802; † 4. April 1870) ⚭ 1822 Philipp von Braunschweig (* 9. September 1792; † 7. August 1882), Herr auf Sorchow (Anteil A)[8]
- Maria (* 26. Mai 1801; † 22. September 1887) ⚭ Carl von Paschwitz (* 9. Februar 1793; † 7. März 1872), Oberst[9]
- Antonie (1803–1804)

Nach dem Tod seiner ersten Frau heiratete Wobeser im Jahr 1812 Johanna Guhl. Aber 1813 musste Wobeser das Gut verkaufen und erhielt eine Anstellung bei der Gendarmerie. Dort wurde er noch 1814 Kreisbrigadier.

## Werk
Ihr Werk Elisa, oder das Weib wie es seyn sollte erschien anonym 1795 und wurde ein großer Erfolg. Bereits 1800 kam die fünfte Auflage des Romans bei Heinrich Gräff in Leipzig heraus, zahlreiche Raubdrucke sowie Übersetzungen u. a. ins Englische und Französische führten zu einer weiten und internationalen Verbreitung. Gleichzeitig sorgte die im Roman rigoros geforderte Unterordnung der Frau unter den Mann, die gerade in einer Selbstaufgabe der Frau mündete, für zahlreiche Gegenschriften, aber auch Fortsetzungen und Nachahmungen.
Wilhelmine Karoline von Wobeser nannte ihren Namen trotz Bitte ihres Verlegers Heinrich Gräff in keiner der Neuauflagen, was sie u. a. mit ihrer Schwangerschaft und den Pflichten als Hausfrau begründete, so sagt noch Schindel, dass „ihr Verdienst als Schriftstellerin […] von dem weit übertroffen [wurde], welches sie in der kurzen Zeit ihres Lebens als Gattin und Mutter besaß“. Als Verfasserin wurden so u. a. Christiane Sophie Ludwig, Benedikte Naubert, Friederike Lohmann, Caroline Auguste Fischer und sogar deren Ehemann Christian August Fischer vermutet.
Nach dem Tod Wilhelmine Karoline von Wobesers fanden sich in ihren Unterlagen einige wenige vermischte Aufsätze moralischen und naturhistorischen Inhalts, die jedoch nicht veröffentlicht wurden.